# Cissampelos laxiflora
Cissampelos laxiflora är en tvåhjärtbladig växtart som beskrevs av Harold Norman Moldenke. Cissampelos laxiflora ingår i släktet Cissampelos och familjen Menispermaceae. Inga underarter finns listade i Catalogue of Life.